# Damochlora spina
Damochlora spina é uma espécie de gastrópode  da família Camaenidae.
Foi endémica da Austrália.